# Маріачі

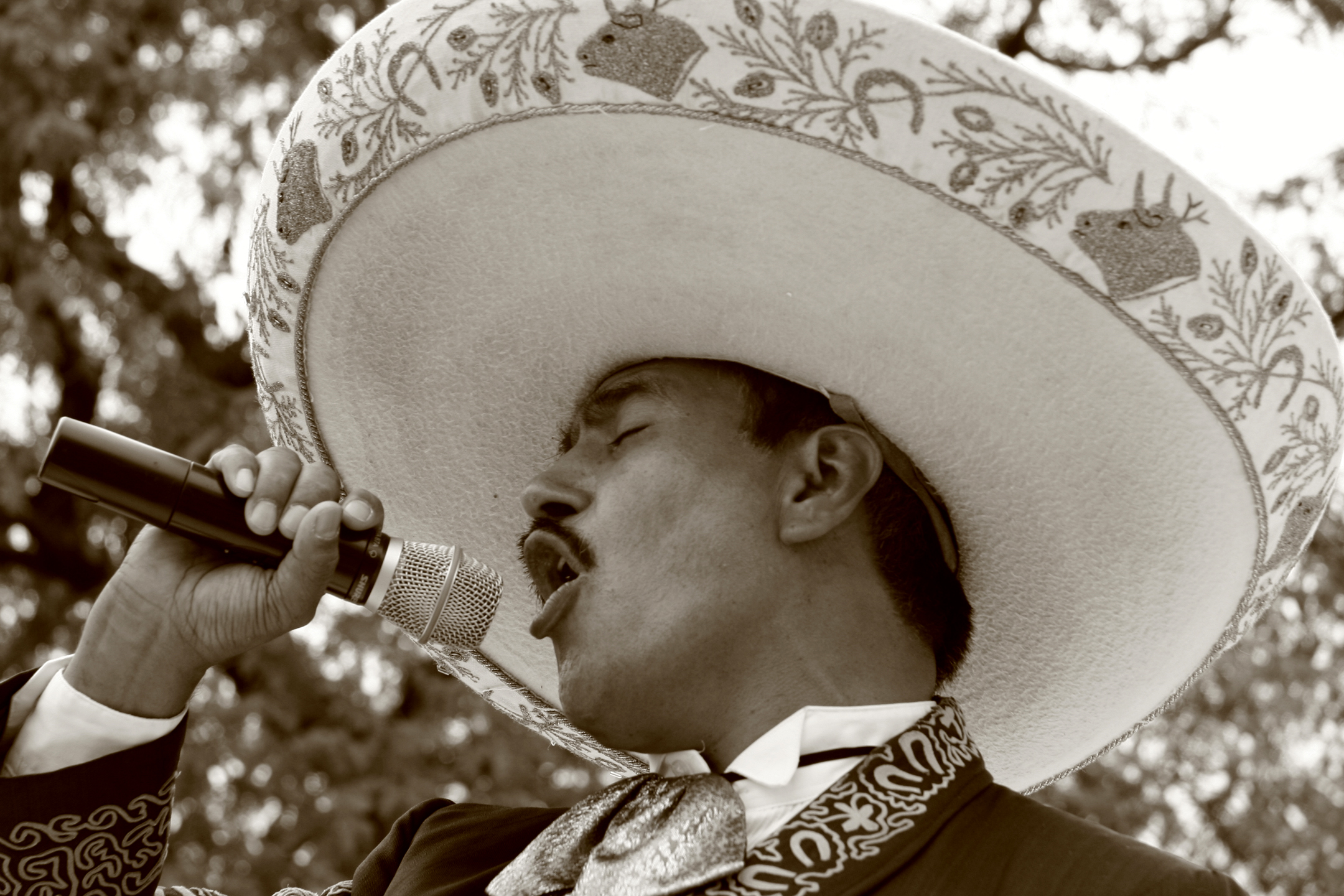
Співак маріачі

Маріа́чі, також мар'я́чі (ісп. Mariachi,  ісп. вимова: [maˈɾjatʃi]) — один з найпоширеніших жанрів мексиканської народної музики, який є невіддільною частиною традиційної та сучасної мексиканської культури та одержав популярність у багатьох регіонах Латинської Америки, Іспанії, а також у прилеглих регіонах південного Заходу США, де проживає значна кількість мексиканців. Маріачі утворився на основі іспанської народної музики Андалусії з впливом музики інших народів Середземномор'я та місцевих індіанських виконавців. Батьківщиною мексиканських маріачі вважається штат Халіско зі столицею в місті Гвадалахара.

## Етимологія слова
За однією з версій слово маріачі є спотворенням французького запозичення «mariage» (шлюб, весілля), перейнятого в період, коли правив імператор Максиміліан в XIX столітті, оскільки саме ця музика супроводжувала мексиканські весільні церемонії. За іншою версією слово має місцеве індіанське походження. Його ввели індіанці племені кока ще в XVI столітті для позначення дерев'яної платформи, на якій у давнину виконувалося маріачі.

## Опис

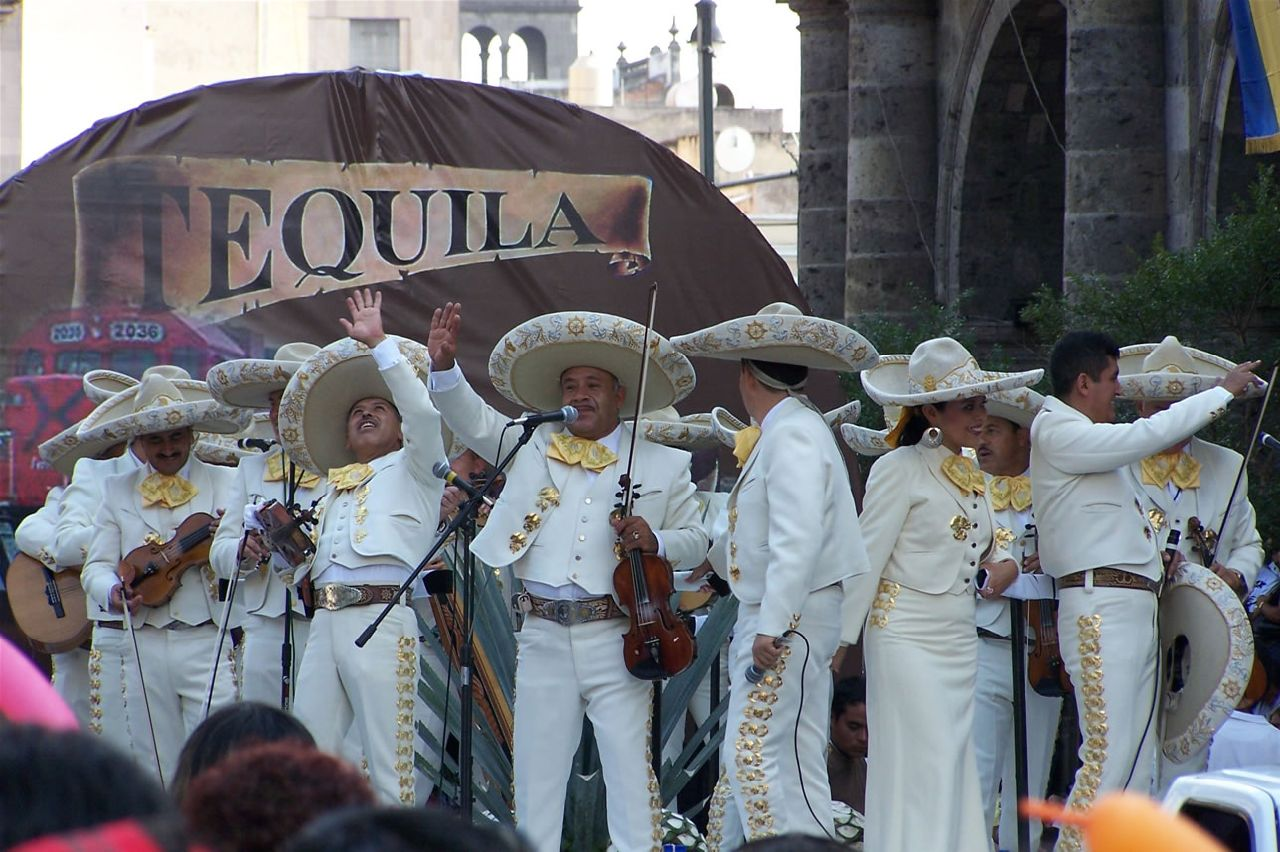
Колектив маріачі

Як правило, ансамбль маріачі має від 3 до 12 виконавців, хоча обмеження на кількість музикантів не існує. Найчастіше музичними інструментами виступають гітара, гітаррон (велика гітара), віола, скрипка, труба, рідше — арфа та флейта. Часто використовується акордеон, що не є, однак, народним мексиканським інструментом. Попри поширену думку, маріачі не є окремим напрямком в музиці Мексики: маріачі виконують пісні різних стилів, таких, як халісьє́нсес (пісні штату Халіско), кори́дос (пісні на історичні теми), ранче́рас (аналог північноамериканської музики кантрі), уапа́нгос (або уасте́кас, пісень регіону Уастека, що охоплює штати Веракрус, Ідальго, Сан-Луїс-Потосі, Тамауліпас, Керетаро та Пуебло), боле́рос, а також мексиканські вальси. Тому жанр краще називати «традиційною мексиканською музикою» або «місцевою мексиканською музикою».

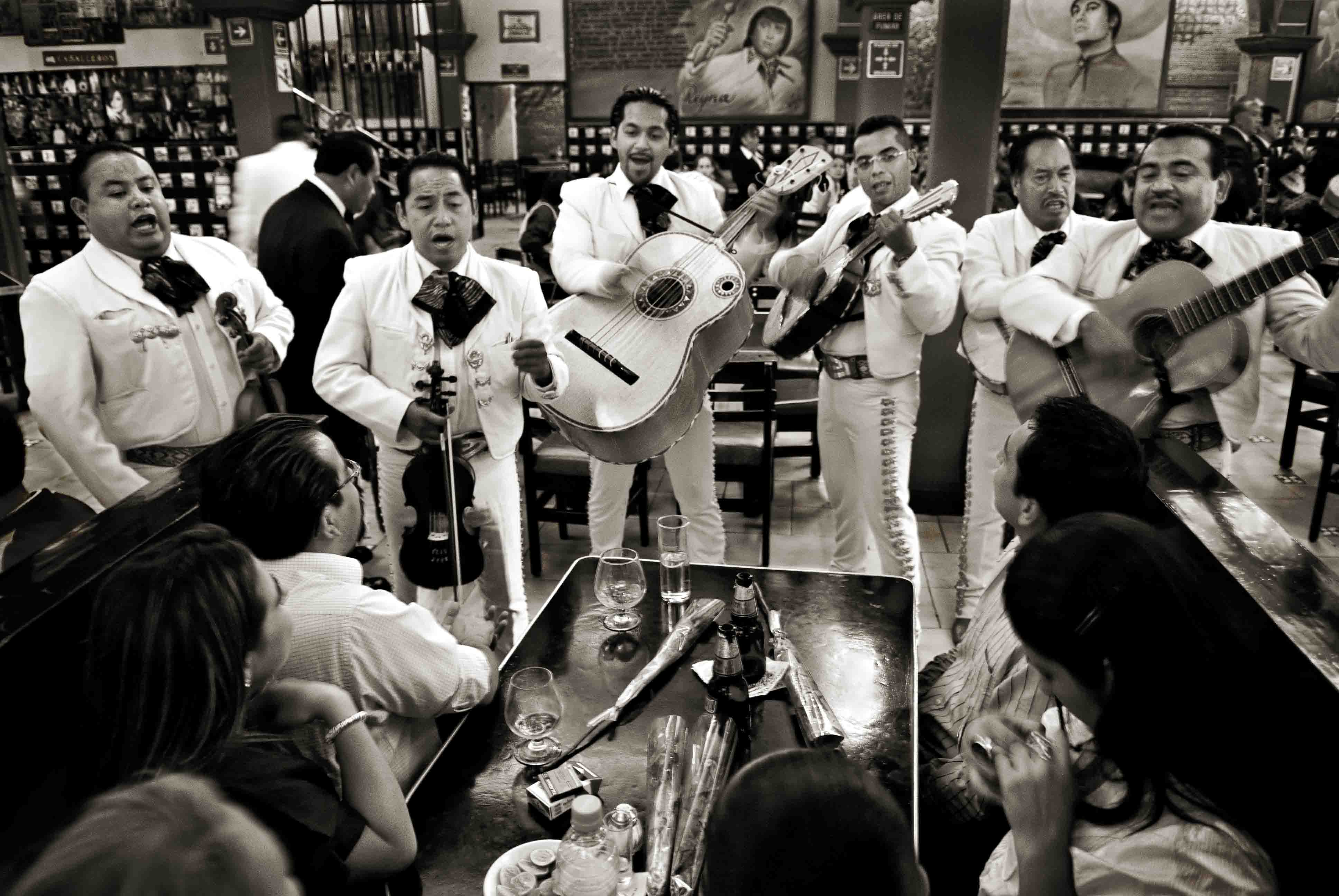
Маріачі грають Тенампу в Мехіко

Перші маріачі вбиралися, як селяни штату Наярит, у велике покривало з бавовни (серапе) і солом'яне сомбреро. На початку XX століття селянський одяг змінилася традиційними мексиканськими костюмами заможних землевласників (асьенда́дос), прикрашеними для більшої краси вишивкою і орнаментом. В костюмах переважали два кольори — чорний і білий: в XIX столітті в білих костюмах виконувалися пісні для дам, в чорних маріачі виступали на урочистих заходах, таких, як весілля або похорон. Згодом два кольори стали використовуватися незалежно від події. Пісні виконуються в таверна х перед численними відвідувачами, які часто підспівують або виконують самі. Виконавці часто одягнені в національні костюми яскравих кольорів, що звуться чарро і носять капелюхи-сомбреро. У багатьох невеликих містах по всій Мексиці, особливо яскравий тому приклад містечко штату Халіско Текіла, який є центром виробництва текіли, поширені великі й дрібні вуличні таверни, в яких заведено сервірувати текілу і виконувати маріачі, в тому числі під караоке.

## Відомі виконавці маріачі
- Вісенте Фернандес
- Крістіан Кастро — син мексиканської актриси Вероніки Кастро